# Ogulinec
Ogulinec – wieś w Chorwacji, w żupanii zagrzebskiej, w mieście Velika Gorica. W 2011 roku liczyła 292 mieszkańców.